# Pekka Nevalainen
Pekka Olli Nevalainen, född 20 april 1951 i Tyrvis, är en finländsk konstnär. 
Nevalainen studerade 1969–1974 vid Finlands konstakademis skola och ställde ut första gången 1974. Han tillhör sedan mitten av 1970-talet de finländska pionjärerna inom en rad nya konstriktningar (bland annat konceptkonst, performance och videokonst) och väckte på 1980-talet uppseende med sina egenartat personliga, men inte särskilt lättillgängliga installationer, som man på fackhåll räknade till den internationella arte povera-konsten, vars material var av anspråkslöst slag. Hans installationer har ofta varit visuellt synnerligen sparsmakade och närmat sig en japansk estetik (1989). Naturen har varit en viktig impulsgivare för Nevalainen, som även i tidigare utställningar (bland annat  1995) skapat installationer, vilka belyst naturen och livet från olika sidor. Han har alltid arbetat i ett kraftfält mellan natur och kultur. 
I sina senare arbeten och utställningsarrangemang har Nevalainen bevarat detaljer från sina tidigare installationer, innehållande bland annat trädgrenar och organiska föremål i kombination med abstrakta målningar med rytmiskt och regelbundet komponerade och österländskt påverkade runda bläckfläckar eller cirklar på papper (2002) – former som för övrigt  förekom i hans så kallade poppings i mitten av 1990-talet. Han har deltagit i bland annat Skördemännens (egen utställning i Galleri Cheap Thrills 1976) och Record Singers framträdanden på 1970- och 1980-talen samt vid sidan av Record Singers-gruppen tillhört Ö-gruppen. Utomlands har han framträtt bland annat på Documenta IX i Kassel 1992 och Kungliga Konstakademien i Stockholm 1996. 